# امامزاده محمد شلمبه
امامزاده محمد شلمبه مربوط به سدهٔ ۶ و ۷ ه‍.ق است و در شهرستان دماوند، گیلاوند، بعد از شهر واقع شده و این اثر در تاریخ ۹ اردیبهشت ۱۳۸۲ با شمارهٔ ثبت ۸۵۱۴ به‌عنوان یکی از آثار ملی ایران به ثبت رسیده است.